# سانتا ایزابل، پورتوریکو
سانتا ایزابل (به انگلیسی: Santa Isabel) یک منطقهٔ مسکونی در ایالات متحده آمریکا است که در پورتوریکو واقع شده‌است.
 سانتا ایزابل  ۲۳٬۲۷۴ نفر جمعیت دارد.